# Rudolf Hoernes
Rudolf Hoernes est un géologue et un paléontologue autrichien, né le 7 octobre 1850 à Vienne et mort le 20 août 1912.
Il est le fils de Moritz Hoernes. Il étudie à l’université de Vienne sous la direction d’Eduard Suess (1831-1914) et obtient son doctorat en 1874. Il devient alors professeur de géologie à l’université de Graz.
Hoernes s’intéresse particulièrement aux tremblements de terre et propose une classification de ceux-ci suivant leur origine : tremblements d’affaissement , volcaniques ou tectoniques. Il fait paraître en 1893 un livre où il expose ses théories : Erdbeben-Studien : Erdbebenkunde.
Il s’intéresse aussi aux mollusques fossiles et leur consacre plusieurs publications.